# Rhomboidederes ravidus
Rhomboidederes ravidus är en skalbaggsart som först beskrevs av Pierre Émile Gounelle 1909.  Rhomboidederes ravidus ingår i släktet Rhomboidederes och familjen långhorningar.
Artens utbredningsområde är Uruguay. Inga underarter finns listade i Catalogue of Life.